# Liste der Monuments historiques in Saint-Jean-de-Bœuf
Die Liste der Monuments historiques in Saint-Jean-de-Bœuf führt die Monuments historiques in der französischen Gemeinde Saint-Jean-de-Bœuf auf.

## Liste der Objekte
| Bezeichnung                    | Beschreibung                               | Standort                              | Kennzeichnung | Schutzstatus | Datum | Bild |
| ------------------------------ | ------------------------------------------ | ------------------------------------- | ------------- | ------------ | ----- | ---- |
| Skulptur Johannes der Täufer   | Kalkstein, farbig gefasst, 16. Jahrhundert | in der Kirche St-Jean-Baptiste (Lage) | PM21001963    | Classé       | 1960  |      |
| Skulptur eines betenden Mönchs | Holz, farbig gefasst, 17. Jahrhundert      | in der Kirche St-Jean-Baptiste (Lage) | PM21001964    | Classé       | 1960  |      |
| Weihwasserbecken               | Gusseisen, 15. Jahrhundert                 | in der Kirche St-Jean-Baptiste (Lage) | PM21001965    | Classé       | 1960  |      |